# Unione Sportiva Sassuolo Calcio 2025-2026 (femminile)
Questa voce raccoglie le informazioni riguardanti la sezione femminile dell'Unione Sportiva Sassuolo Calcio nelle competizioni ufficiali della stagione 2025-2026.

## Stagione
La nuova stagione per il Sassuolo, alla sua nona partecipazione alla Serie A si apre con l'annuncio dell'avvicendamento sulla panchina di Gian Loris Rossi, che era riuscito a ottenere, pur dopo un inizio problematico, la salvezza nel campionato 2024-2025, raggiungendo inoltre la semifinale di Coppa Italia, il miglior risultato nel torneo fino a quel momento, con Alessandro Spugna, in arrivo dalla Roma con due panchine d'oro e un cospicuo bagaglio di trofei: due volte campione d'Italia, due Supercoppe e una Coppa Italia.

## Divise e sponsor
La grafica delle divise da gioco ripropone l'abbinamento dei colori sociali del club, il verde e il nero, adottato dalla squadra maschile del Sassuolo. Come per la precedente stagione vengono confermati sia il main sponsor, Mapei, che quello tecnico, Puma.
| Casa | Trasferta |

## Organigramma societario
Organigramma societario come da sito ufficiale.
Area amministrativa
- Presidente sezione femminile: Elisabetta Vignotto
- Direttore sviluppo calcio femminile: Alessandro Terzi
- Responsabile settore giovanile femminile: Riccardo Soragni
- Responsabile scouting femminile: Lorenzo Romagnoli
- Segreteria: Francesco Messori, Giuseppe Olivadese
- Ufficio stampa: Francesca Celadin
- Area marketing, comunicazioni e sponsorizzazioni: Master Group Sport

Area tecnica
- Allenatore: Alessandro Spugna

## Rosa
Rosa e ruoli ricavati da sito ufficiale e siti di notizie sul calcio femminile italiano, anche basati su calciomercato e partite amichevoli in vista dell'ufficialità.
| N. |                        | Ruolo | Calciatrice        |
| -- | ---------------------- | ----- | ------------------ |
|    | Svizzera (bandiera)    | P     | Noemi Benz         |
|    | Francia (bandiera)     | P     | Solène Durand      |
|    | Italia (bandiera)      | D     | Aurora De Rita     |
|    | Francia (bandiera)     | D     | Hélène Fercocq     |
|    | Italia (bandiera)      | D     | Martina Fusini     |
|    | Italia (bandiera)      | D     | Sara Mella         |
|    | Australia (bandiera)   | D     | Jessika Nash       |
|    | Italia (bandiera)      | D     | Alice Pellinghelli |
|    | Belgio (bandiera)      | D     | Davina Philtjens   |
|    | Lettonia (bandiera)    | C     | Gabriela Andersone |
|    | Italia (bandiera)      | C     | Benedetta Brignoli |
|    | Italia (bandiera)      | C     | Martina Brustia    |
|    | Stati Uniti (bandiera) | C     | Maya Doms          |
|    | Irlanda (bandiera)     | C     | Melisa Filis       |

| N. |                        | Ruolo | Calciatrice              |
| -- | ---------------------- | ----- | ------------------------ |
|    | El Salvador (bandiera) | C     | Samantha Fisher          |
|    | Danimarca (bandiera)   | C     | Maja Hagemann            |
|    | Belgio (bandiera)      | C     | Kassandra Missipo        |
|    | Italia (bandiera)      | C     | Manuela Perselli         |
|    | Slovenia (bandiera)    | C     | Naja Poje Mihelič        |
|    | Italia (bandiera)      | C     | Erika Santoro            |
|    | Francia (bandiera)     | C     | Kadidia Traoré           |
|    | Scozia (bandiera)      | A     | Lana Clelland            |
|    | Belgio (bandiera)      | A     | Elena Dhont              |
|    | Australia (bandiera)   | A     | Jacynta Galabadaarachchi |
|    | Italia (bandiera)      | A     | Emma Girotto             |
|    | Italia (bandiera)      | A     | Daniela Sabatino         |
|    | Polonia (bandiera)     | A     | Katja Skupień            |

## Calciomercato

### Sessione estiva
| Acquisti | Acquisti                 | Acquisti          | Acquisti       |
| R.       | Nome                     | da                | Modalità       |
| -------- | ------------------------ | ----------------- | -------------- |
| P        | Noemi Benz               | Zurigo            | [ 4 ]          |
| D        | Hélène Fercocq           | Guingamp          | [ 5 ]          |
| D        | Jessika Nash             | C.C. Mariners     | [ 6 ]          |
| D        | Alice Pellinghelli       | Napoli            | fine prestito  |
| D        | Katja Skupień            | Górnik Łęczna     | [ 7 ]          |
| C        | Melisa Filis             | Charlton Athletic | [ 8 ]          |
| C        | Valentina Gallazzi       | Sassuolo          | definitivo     |
| C        | Erika Santoro            | Napoli            | fine contratto |
| A        | Jacynta Galabadaarachchi | C.C. Mariners     | [ 11 ]         |

| Cessioni | Cessioni              | Cessioni   | Cessioni      |
| R.       | Nome                  | a          | Modalità      |
| -------- | --------------------- | ---------- | ------------- |
| P        | Erica Di Nallo        | Arezzo     | prestito      |
| P        | Lia Lonni             | Lumezzane  | prestito      |
| D        | Sara Caiazzo          | Juventus   | fine prestito |
| D        | Kristina Hoxhaj       | Orobica    | prestito      |
| D        | Benedetta Orsi        | Fiorentina | [ 15 ]        |
| D        | Caroline Pleidrup     | Inter      | [ 16 ] [ 17 ] |
| C        | Gina Chmielinski      | RB Lipsia  | [ 18 ]        |
| C        | Valentina Gallazzi    | Roma       | fine prestito |
| C        | Cecilia Prugna        | Roma       | fine prestito |
| A        | Valeria Monterubbiano | Genoa      | [ 19 ]        |

## Risultati

### Serie A

#### Girone di andata
| Sassuolo 5 ottobre 2025, ore 15:00 CEST 1ª giornata | Sassuolo | – | Juventus | Stadio Enzo Ricci |

| Noceto 12 ottobre 2025, ore 15:00 CEST 2ª giornata | Parma | – | Sassuolo | Stadio Il Noce |

| Sassuolo 19 ottobre 2025, ore --:-- CEST 3ª giornata | Sassuolo | – | Como | Stadio Enzo Ricci |

| Sassuolo 2 novembre 2025, ore --:-- CET 4ª giornata | Sassuolo | – | Fiorentina | Stadio Enzo Ricci |

| Milano 9 novembre 2025, ore --:-- CET 5ª giornata | Inter | – | Sassuolo | Arena Civica |

| Sassuolo 16 novembre 2025, ore --:-- CET 6ª giornata | Sassuolo | – | Ternana | Stadio Enzo Ricci |

| 23 novembre 2025, ore --:-- CET 7ª giornata | Milan | – | Sassuolo |  |

| Sassuolo 7 dicembre 2025, ore --:-- CET 8ª giornata | Sassuolo | – | Lazio | Stadio Enzo Ricci |

| Genova 14 dicembre 2025, ore --:-- CET 9ª giornata | Genoa | – | Sassuolo | Stadio La Sciorba |

| Roma 18 gennaio 2026, ore --:-- CET 10ª giornata | Roma | – | Sassuolo | Stadio Tre Fontane |

| Sassuolo 25 gennaio 2026 11ª giornata | Sassuolo | – | Napoli | Stadio Enzo Ricci |

#### Girone di ritorno
| 1º febbraio 2026, ore --:-- CET 12ª giornata | Juventus | – | Sassuolo |  |

| Sassuolo 8 febbraio 2026, ore --:-- CET 13ª giornata | Sassuolo | – | Parma | Stadio Enzo Ricci |

| Seregno 15 febbraio 2026, ore --:-- CET 14ª giornata | Como | – | Sassuolo | Stadio Ferruccio |

| Bagno a Ripoli 22 febbraio 2026, ore --:-- CET 15ª giornata | Fiorentina | – | Sassuolo | Stadio Curva Fiesole |

| Sassuolo 15 marzo 2026, ore --:-- CET 16ª giornata | Sassuolo | – | Inter | Stadio Enzo Ricci |

| 22 marzo 2026, ore --:-- CET 17ª giornata | Ternana | – | Sassuolo |  |

| Sassuolo 4 aprile 2026, ore --:-- CEST 18ª giornata | Sassuolo | – | Milan | Stadio Enzo Ricci |

| Formello 26 aprile 2026, ore --:-- CEST 19ª giornata | Lazio | – | Sassuolo | Stadio Mirko Fersini |

| Sassuolo 3 maggio 2026, ore --:-- CEST 20ª giornata | Sassuolo | – | Genoa | Stadio Enzo Ricci |

| Sassuolo 10 maggio 2026, ore --:-- CEST 21ª giornata | Sassuolo | – | Roma | Stadio Enzo Ricci |

| Cercola 17 maggio 2026, ore --:-- CEST 22ª giornata | Napoli | – | Sassuolo | Stadio comunale Giuseppe Piccolo |

### Coppa Italia
| 20-21 dicembre 2025, ore --:-- CET Secondo turno | Vincente PT2 | – | Sassuolo |  |

### Serie A Women's Cup

#### Fase a gironi
| Fiorenzuola d'Arda 24 agosto 2025, ore 20:30 CEST Girone C - 1ª giornata | Milan | – | Sassuolo | Stadio comunale - velodromo Attilio Pavesi |

| Sassuolo 7 settembre 2025, ore 18:00 CEST Girone C - 2ª giornata | Sassuolo | – | Ternana | Stadio Enzo Ricci |

| Roma 13-14 settembre 2025, ore --:-- CEST Girone C - 3ª giornata | Roma | – | Sassuolo | Stadio Tre Fontane |

### Statistiche di squadra
| Competizione        | Punti | In casa | In casa | In casa | In casa | In casa | In casa | In trasferta | In trasferta | In trasferta | In trasferta | In trasferta | In trasferta | Totale | Totale | Totale | Totale | Totale | Totale | DR |
| Competizione        | Punti | G       | V       | N       | P       | Gf      | Gs      | G            | V            | N            | P            | Gf           | Gs           | G      | V      | N      | P      | Gf     | Gs     | DR |
| ------------------- | ----- | ------- | ------- | ------- | ------- | ------- | ------- | ------------ | ------------ | ------------ | ------------ | ------------ | ------------ | ------ | ------ | ------ | ------ | ------ | ------ | -- |
| Serie A             | -     | -       | -       | -       | -       | -       | -       | -            | -            | -            | -            | -            | -            | -      | -      | -      | -      | -      | -      | -  |
| Coppa Italia        | -     | -       | -       | -       | -       | -       | -       | -            | -            | -            | -            | -            | -            | -      | -      | -      | -      | -      | -      | -  |
| Serie A Women's Cup | -     | -       | -       | -       | -       | -       | -       | -            | -            | -            | -            | -            | -            | -      | -      | -      | -      | -      | -      | -  |
| Totale              | -     | -       | -       | -       | -       | -       | -       | -            | -            | -            | -            | -            | -            | -      | -      | -      | -      | -      | -      | -  |

### Andamento in campionato
| Giornata  | 1 | 2 | 3 | 4 | 5 | 6 | 7 | 8 | 9 | 10 | 11 | 12 | 13 | 14 | 15 | 16 | 17 | 18 | 19 | 20 | 21 | 22 |
| --------- | - | - | - | - | - | - | - | - | - | -- | -- | -- | -- | -- | -- | -- | -- | -- | -- | -- | -- | -- |
| Luogo     | C | T | C | C | T | C | T | C | T | T  | C  | T  | C  | T  | T  | C  | T  | C  | T  | C  | C  | T  |
| Risultato |   |   |   |   |   |   |   |   |   |    |    |    |    |    |    |    |    |    |    |    |    |    |
| Posizione |   |   |   |   |   |   |   |   |   |    |    |    |    |    |    |    |    |    |    |    |    |    |

Legenda:

Luogo: C = Casa; T = Trasferta. Risultato: V = Vittoria; N = Pareggio; P = Sconfitta.

### Statistiche delle giocatrici
| Giocatore           | Serie A  | Serie A | Serie A     | Serie A    | Coppa Italia | Coppa Italia | Coppa Italia | Coppa Italia | Serie A Women's Cup | Serie A Women's Cup | Serie A Women's Cup | Serie A Women's Cup | Totale   | Totale | Totale      | Totale     |
| Giocatore           | Presenze | Reti    | Ammonizioni | Espulsioni | Presenze     | Reti         | Ammonizioni  | Espulsioni   | Presenze            | Reti                | Ammonizioni         | Espulsioni          | Presenze | Reti   | Ammonizioni | Espulsioni |
| ------------------- | -------- | ------- | ----------- | ---------- | ------------ | ------------ | ------------ | ------------ | ------------------- | ------------------- | ------------------- | ------------------- | -------- | ------ | ----------- | ---------- |
| G. Andersone        | -        | -       | -           | -          | -            | -            | -            | -            | -                   | -                   | -                   | -                   | -        | -      | -           | -          |
| N. Benz             | -        | -       | -           | -          | -            | -            | -            | -            | -                   | -                   | -                   | -                   | -        | -      | -           | -          |
| B. Brignoli         | -        | -       | -           | -          | -            | -            | -            | -            | -                   | -                   | -                   | -                   | -        | -      | -           | -          |
| M. Brustia          | -        | -       | -           | -          | -            | -            | -            | -            | -                   | -                   | -                   | -                   | -        | -      | -           | -          |
| L. Clelland         | -        | -       | -           | -          | -            | -            | -            | -            | -                   | -                   | -                   | -                   | -        | -      | -           | -          |
| A. De Rita          | -        | -       | -           | -          | -            | -            | -            | -            | -                   | -                   | -                   | -                   | -        | -      | -           | -          |
| E. Dhont            | -        | -       | -           | -          | -            | -            | -            | -            | -                   | -                   | -                   | -                   | -        | -      | -           | -          |
| M. Doms             | -        | -       | -           | -          | -            | -            | -            | -            | -                   | -                   | -                   | -                   | -        | -      | -           | -          |
| S. Durand           | -        | -       | -           | -          | -            | -            | -            | -            | -                   | -                   | -                   | -                   | -        | -      | -           | -          |
| H. Fercocq          | -        | -       | -           | -          | -            | -            | -            | -            | -                   | -                   | -                   | -                   | -        | -      | -           | -          |
| M. Filis            | -        | -       | -           | -          | -            | -            | -            | -            | -                   | -                   | -                   | -                   | -        | -      | -           | -          |
| S. Fisher           | -        | -       | -           | -          | -            | -            | -            | -            | -                   | -                   | -                   | -                   | -        | -      | -           | -          |
| M. Fusini           | -        | -       | -           | -          | -            | -            | -            | -            | -                   | -                   | -                   | -                   | -        | -      | -           | -          |
| J. Galabadaarachchi | -        | -       | -           | -          | -            | -            | -            | -            | -                   | -                   | -                   | -                   | -        | -      | -           | -          |
| V. Gallazzi         | -        | -       | -           | -          | -            | -            | -            | -            | -                   | -                   | -                   | -                   | -        | -      | -           | -          |
| E. Girotto          | -        | -       | -           | -          | -            | -            | -            | -            | -                   | -                   | -                   | -                   | -        | -      | -           | -          |
| M. Hagemann         | -        | -       | -           | -          | -            | -            | -            | -            | -                   | -                   | -                   | -                   | -        | -      | -           | -          |
| S. Mella            | -        | -       | -           | -          | -            | -            | -            | -            | -                   | -                   | -                   | -                   | -        | -      | -           | -          |
| N.P. Mihelič        | -        | -       | -           | -          | -            | -            | -            | -            | -                   | -                   | -                   | -                   | -        | -      | -           | -          |
| K. Missipo          | -        | -       | -           | -          | -            | -            | -            | -            | -                   | -                   | -                   | -                   | -        | -      | -           | -          |
| J. Nash             | -        | -       | -           | -          | -            | -            | -            | -            | -                   | -                   | -                   | -                   | -        | -      | -           | -          |
| A. Pellinghelli     | -        | -       | -           | -          | -            | -            | -            | -            | -                   | -                   | -                   | -                   | -        | -      | -           | -          |
| M. Perselli         | -        | -       | -           | -          | -            | -            | -            | -            | -                   | -                   | -                   | -                   | -        | -      | -           | -          |
| D. Philtjens        | -        | -       | -           | -          | -            | -            | -            | -            | -                   | -                   | -                   | -                   | -        | -      | -           | -          |
| K. Skupień          | -        | -       | -           | -          | -            | -            | -            | -            | -                   | -                   | -                   | -                   | -        | -      | -           | -          |
| D. Sabatino         | -        | -       | -           | -          | -            | -            | -            | -            | -                   | -                   | -                   | -                   | -        | -      | -           | -          |
| E. Santoro          | -        | -       | -           | -          | -            | -            | -            | -            | -                   | -                   | -                   | -                   | -        | -      | -           | -          |
| K. Traoré           | -        | -       | -           | -          | -            | -            | -            | -            | -                   | -                   | -                   | -                   | -        | -      | -           | -          |